# Tantou (köpinghuvudort i Kina, Hunan Sheng, lat 27,26, long 111,14)
Tantou (kinesiska: 滩头, 滩头镇) är en köpinghuvudort i Kina. Den ligger i provinsen Hunan, i den södra delen av landet, omkring 210 kilometer sydväst om provinshuvudstaden Changsha. Antalet invånare är 72 383. Befolkningen består av 33 945 kvinnor och 38 438 män. Barn under 15 år utgör 21,0 %, vuxna 15-64 år 68 %, och äldre över 65 år 10,0 %.
Runt Tantou är det tätbefolkat, med 369 invånare per kvadratkilometer. Tantou är det största samhället i trakten. I omgivningarna runt Tantou växer huvudsakligen savannskog.
Genomsnittlig årsnederbörd är 1 620 millimeter. Den regnigaste månaden är maj, med i genomsnitt 246 mm nederbörd, och den torraste är oktober, med 50 mm nederbörd.